# 와플 (플랫폼)
Tmax WAPL(티맥스 와플)은 티맥스 A&C의 자회사 티맥스 와플에서 출시한 통합 협업 플랫폼이다.
Tmax WAPL은 Work And PLay 의 약자로, 따로 또 같이, 업무와 일상이 즐거워질 수 있도록 다양한 경험을 제공한다는 뜻이다.

## 특징
- 6가지 실시간 소통 도구들로 구성되어 있다.
- 하나의 화면에서 두 개 이상의 기능을 동시에 사용하는 멀티태스킹 기능을 지원한다.
- 마우스 클릭(드래그 앤 드랍)으로 파일 또는 일정을 다른 사람들에게 공유할 수 있다.
- 회사 및 기업용, 개인용 구분으로 목적에 맞게 협업 공간 구성이 가능하다. 회사용 공간의 경우 조직도 연동이 가능하다.
- 웹 버전과 모바일 모두 지원되어, 실시간 연동으로 언제 어디서나 자유롭게 사용이 가능하다.

## 주요 기능
- Mail : 메일 연동 기능으로, 여기저기에서 들어오는 메일을 한 곳에서 확인할 수 있는 기능
- Talk : 메신저를 주고 받을 수 있는 자체 메신저 기능이다.
- Meeting : 화상 회의 기능으로, 다수의 인원과 동시에 비대면으로 회의 진행, 화면 공유 기능이다.
- Note : 개인 노트와 공동 노트가 있는 노트 기능이다.
- Calendar : 구성원과 일정 관리, 공유가 가능한 기능이다.
- Drive : 개인과 공동 파일 저장소에서 파일 관리, 공유 (URL로 파일 공유 가능), 검색 기능으로 파일 검색이 가능한 기능이다.

## 기술
- 3중 보안 구조를 통한 보안성 구조
  - 프로토콜 보안
  - 클라우드 통합 인증
  - 시큐어 스토리지
- 2021 조달청 혁신시제품 선정